# Secretaria da Fazenda e Crédito Público
A Secretaría de Hacienda y Crédito Público  (Secretaria da Fazenda e Crédito Público) é o ministério das finanças do México. O Secretário da Fazenda e Crédito Público é membro do gabinete executivo federal e é nomeado pelo Presidente da República.

## Secretário da Fazenda e Crédito Público desde 1893
- José Yves Limantour 1893–1911
- Rafael Nieto 1917–1919
- Luis Cabrera Lobato 1919–1920
- Salvador Alvarado Rubio 1920
- Adolfo de la Huerta 1920–1923
- Alberto J. Pani 1923–1927
- Luis Montes de Oca 1927–1932
- Alberto J. Pani 1932–1933
- Plutarco Elías Calles 1933–1934
- Marte R. Gómez 1934
- Narciso Bassols 1934–1935
- Eduardo Suárez 1935–1946
- Ramón Beteta 1946–1952
- Antonio Carrillo Flores 1952–1958
- Antonio Ortiz Mena 1958–1970
- Hugo B. Margáin 1970–1973
- José López Portillo 1973–1975
- Mario Ramón Beteta 1975–1976
- Julio Rodolfo Moctezuma 1976–1977
- David Ibarra Muñoz 1977–1982
- Jesús Silva Herzog Flores 1982–1986
- Gustavo Petricioli 1986–1988
- Pedro Aspe 1988–1994
- Jaime Serra Puche 1994
- Guillermo Ortiz Martínez 1994–1998
- José Ángel Gurría 1998–2000
- Francisco Gil Díaz 2000–2006
- Agustín Carstens 2006–2009[1]
- Ernesto J. Cordero 2009–2011[1]
- José Antonio Meade Kuribreña 2011–2012
- Luis Videgaray Caso 2012–2016
- José Antonio Meade Kuribreña 2016–2017
- José Antonio González Anaya (no cargo desde 27 de novembro de 2017)